# Barber, Curaçao
Barber är en ort i Curaçao. Den ligger i den nordvästra delen av landet, 24 kilometer nordväst om huvudstaden Willemstad. Antalet invånare är 2 412.